# Parabuthus granimanus
Espèce
Synonymes
- Parabuthus granimanus fuscicauda Caporiacco, 1947

Parabuthus granimanus est une espèce de scorpions de la famille des Buthidae.

## Distribution
Cette espèce est endémique du Somaliland en Somalie,.
Sa présence est incertaine à Djibouti et en Ethiopia.

## Description
Le mâle syntype mesure 96 mm et la femelle syntype 110 mm.
Parabuthus granimanus mesure de 90 à 120 mm.

## Publication originale
- Pocock, 1895 : « On the Arachnida and Myriapoda obtained by Dr. Anderson's collector during Mr. T. Bent’s expedition to the Hadramaut, South Arabia; with a supplement upon the scorpions obtained by Dr. Anderson in Egypt and the Eastern Soudan. » Journal of the Linnaean Society, vol. 25, p. 292–316 (texte intégral).